# Kaplica Hińczy z Rogowa na Wawelu
Kaplica Hińczy z Rogowa, pod wezwaniem świętych Młodzianków – nieistniejąca kaplica katedry wawelskiej. Znajdowała się w północnej nawie bocznej, pomiędzy kaplicą świętego Mikołaja a kapitularzem.

## Historia
Obiekt powstał w latach 1459–1465 z fundacji Hińczy z Rogowa – kasztelana sandomierskiego. Miejsce na nią powstało z wydzielenia części kaplicy świętego Mikołaja. Kaplicę zlikwidowano w 1773 roku. Zamurowano wówczas wejście od strony nawy i podzielono ją na dwie części, z których jedną przeznaczono na schody do kapitularza katedralnego (od strony sieni – dawnej kaplicy świętego Mikołaja).

## Architektura
W części dawnej kaplicy znajduje się średniowieczna polichromia.

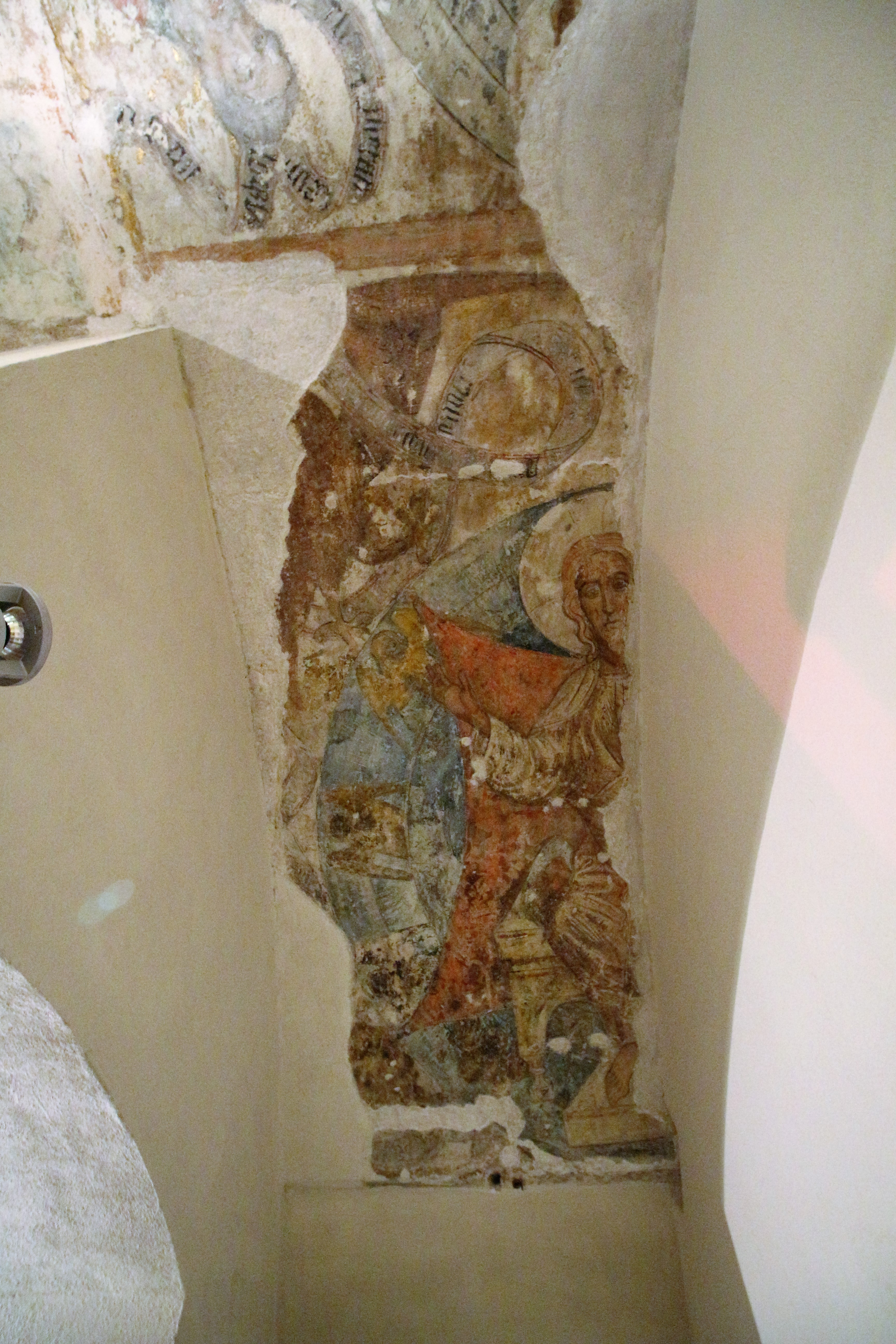
Fragment zachowanych polichromii
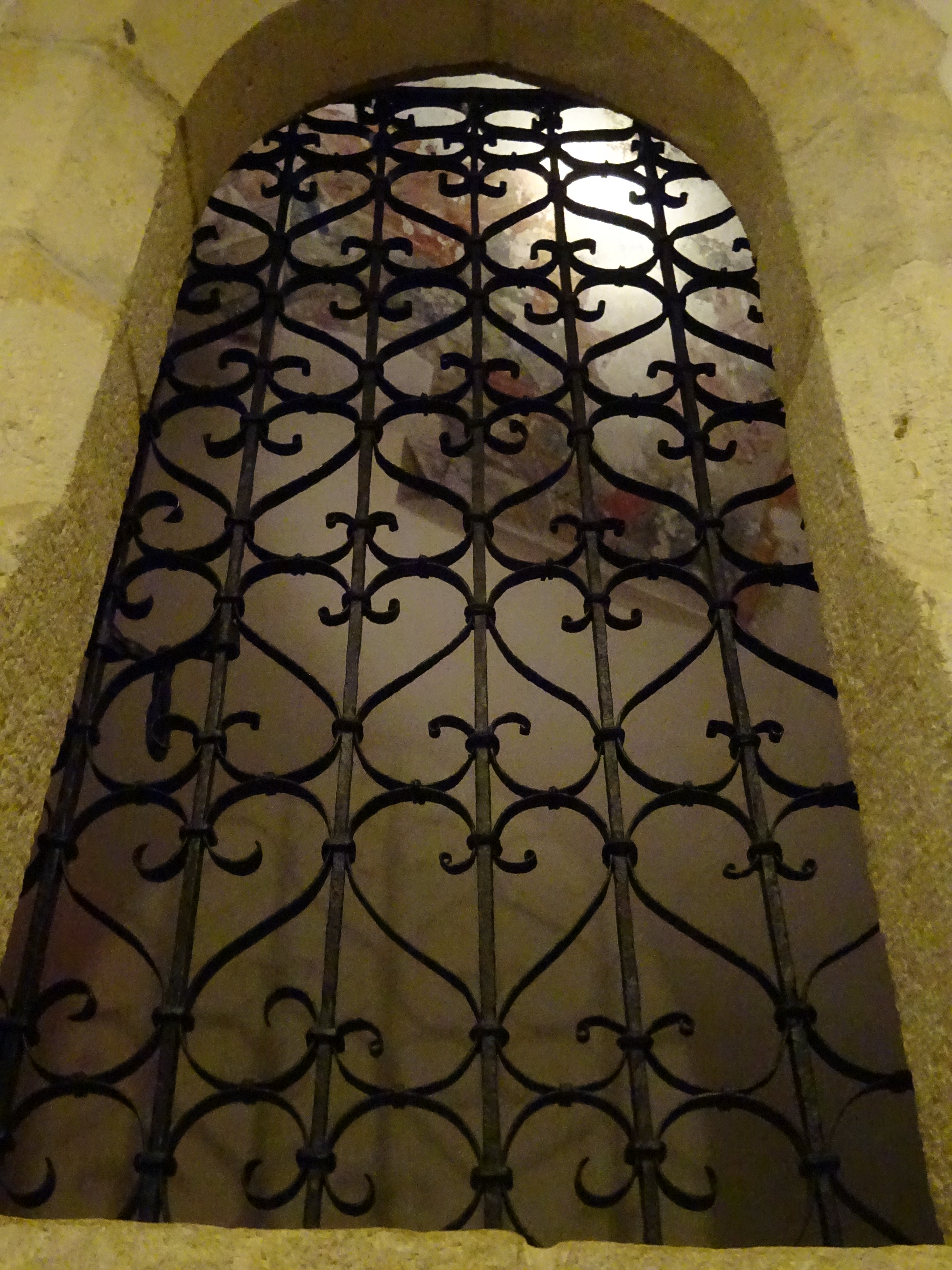
Fragment kaplicy widoczny z zejścia do Grobów Królewskich